# Сен Манде
Сен Манде (фр. Saint-Mandén) град је у Француској у региону Ил де Франс, у департману Долина Марне.
По подацима из 2010. године број становника у месту је био 22.396.

## Демографија
| 1962.  | 1968.  | 1975.  | 1982.  | 1990.  | 2011.  |
| ------ | ------ | ------ | ------ | ------ | ------ |
| 24 325 | 23 044 | 20 968 | 18 673 | 18 684 | 22.292 |

## Партнерски градови
- Ешвеге
- Конкорд
- Дрогеда
- Трес Кантос
- Chingford
- Ако